# Круна (британска ТВ серија)
Круна (енгл. The Crown) је ТВ историјска драмска серија о владавини краљице Елизабете II. Креирао ју је и написао Питер Морган, а продуцирали Лефт бенк пикчерс и Сони пикчерс телевижон за Нетфликс. Серија је настала из Моргановог филма Краљица из 2006. године и позоришне представе The Audience из 2013. године. Прва сезона обухвата период од склапања брака краљице Елизабете са принцем Филипом, војводом од Единбурга 1947. године, до раскида веридбе њене сестре, принцезе Маргарете, са капетаном Питером Таунсендом 1955. године. Друга сезона обухвата период од Суецке кризе 1956. године, пензионисања трећег краљичиног премијера, Харолда Макмилана 1963. године, до рођења принца Едварда 1964. године. Трећа сезона обухвата период од 1964. до 1977. године, покривајући два мандата Харолда Вилсона као премијера, и уводећи лик Камиле Шанд. Четврта сезона укључује премијерку Маргарет Тачер и венчање принца Чарлса са леди Дајаном Спенсер. Пета сезона обухвата период од 1991. до 1997. и покрива мандат Џона Мејџора као премијера и распад брака Чарлса и Дајане. Шеста сезона прати период од 1997. до 2005. и покрива мандат премијера Тонија Блера.
На сваке две сезоне, нови глумци попуњавају улоге како би објаснили процес старења у приказаним временским периодима. Клер Фој глуми краљицу у прве две сезоне, заједно са Метом Смитом као принцем Филипом и Ванесом Кирби као принцезом Маргаретом. У трећој и четвртој сезони, Оливија Колман је преузела улогу краљице, Тобајас Мензиз улогу принца Филипа, а Хелена Бонам Картер улогу принцезе Маргарете. Глумачкој екипи у трећој сезони такође је додат Џош О’Конор као принц Чарлс. У четвртој сезони глумачкој екипи су се придружиле Ема Корин као принцеза Дајана и Џилијан Андерсон као Маргарет Тачер. Имелда Стонтон, Џонатан Прајс и Лесли Менвил су наследили Колманову, Мензиса и Бонам Картерову у последње две сезоне, док је Елизабет Дебики преузела улогу принцезе Дајане. Серија је снимана у Елстри студију у Боремвуду, док су неке сцене снимљене широм Уједињеног Краљевство, као и у другим државама. Прва сезона је објављена на Нетфликсу 4. новембра 2016, друга 8. децембра 2017, трећа 17. новембра 2019, четврта 15. новембра 2020, пета 9. новембра 2022, а шеста у два дела 16. новембра и 14. децембра 2023. године. Године 2020. процењено је да буџет продукције серије износи 260 милиона долара, што је чини једном од најскупљих телевизијских серија икада снимљених.
Серија је добила похвале критичара због глуме, режије, текста, кинематографије, вредности производње и релативно тачног историјског приказа владавине краљице Елизабете. Добитник је неколико признања, укључујући и награду за најбољу глумицу и најбољег глумца на 23. додели награда Удружења глумаца за Фојеву и Џона Литгоуа, поред тога што је добила укупно 26 номинација за прве две сезоне за награду Еми за ударне термине, укључујући и два пута за најбољу драмску серију. Серија је два пута освојила Златни глобус за најбољу ТВ серију − драма, на 74. и 78. додели, док су исте награде за глуму освојили Фојева, Колманова, Коринова, О’Конор и Андерсонова.

## Премиса
Прва сезона прати живот краљице Елизабете II од 1947. и њеног венчања до 1955. године, периода током ког је Винстон Черчил поднео оставку на место премијера, а краљичина сестра принцеза Маргарета одлучила је да се не уда за Питера Таунсенда. Друга сезона покрива Суецку кризу 1956, која доводи до пензионисања премијера Ентонија Идна; повлачење трећег краљичиног премијера Харолда Макмилана 1963, након политичког скандала у афери Профјумо; и рођења принца Ендруа 1960. и принца Едварда 1964. године.
Трећа сезона покрива временски период између 1964. и 1977. године, почевши од избора Харолда Вилсона за премијера и завршавајући сребрним јубилејом Елизабете II. Приказани догађаји укључују разоткривање краљичиног саветника за уметност, сер Ентонија Бланта, као совјетског шпијуна, мандате Харолда Вилсона и Едварда Хита као премијера, катастрофу у Аберфану, слетање на месец Апола 11, проглашење Чарлса за принца од Велса 1969. године, смрт војводе од Виндзора, смрт и државну сахрану Винстона Черчила, и аферу принцезе Маргарете са Родијем Левелином и њен покушај самоубиства који доводи до њеног развода са Тонијем Армстронг-Џоунсом. Четврта сезона покрива временски период између 1979. и 1990. године, и постављена је за време мандата премијерке Маргарет Тачер и представља леди Дајану Спенсер. Приказани догађаји укључују венчање принца Чарлса и леди Дајане Спенсер, њихову турнеју по Аустралији и Новом Зеланду 1983, Фолкландски рат, провалу Мајкла Фагана у Бакингемску палату, сахрану лорда Маунтбатена, и одлазак Тачерове са функције.
Пета сезона покрива период од 1991. до 1997. године и фокусира се на развод Дајане и принца Чарлса, као и на успон породице ел Фајед и „annus horribilis” краљице Елизабете II 1992. године. Шеста и последња сезона је смештена од 1997. до 2005. године, током мандата премијера Тонија Блера. Приказани догађаји укључују смрт Дајане, принцезе од Велса, златни јубилеј Елизабете II, смрт принцезе Маргарете и краљице Елизабете, краљице мајке, рану везу принца Вилијама и Кејт Мидлтон, као и венчање принца Чарлса и Камиле Паркер Боулз.

## Улоге
| Глумац                                                                                           | Улога                                   |
| ------------------------------------------------------------------------------------------------ | --------------------------------------- |
| Клер Фој (1. и 2. сезона) Оливија Колман (3. и 4. сезона) Имелда Стонтон (5. и 6. сезона)        | Краљица Елизабета II                    |
| Мет Смит (1. и 2. сезона) Тобајас Мензиз (3. и 4. сезона) Џонатан Прајс (5. и 6. сезона)         | Принц Филип, војвода од Единбурга       |
| Ванеса Кирби (1. и 2. сезона) Хелена Бонам Картер (3. и 4. сезона) Лесли Менвил (5. и 6. сезона) | Принцеза Маргарета, грофица од Сноудона |
| Ајлин Аткинс (1. сезона)                                                                         | Краљица Марија                          |
| Џереми Нортам (1. и 2. сезона)                                                                   | Ентони Идн                              |
| Викторија Хамилтон (1. и 2. сезона) Марион Бејли (3. и 4. сезона) Марша Ворен (5. и 6. сезона)   | Краљица Елизабета, краљица мајка        |
| Бен Мајлс (1. и 2. сезона) Тимоти Долтон (5. сезона)                                             | Капетан Питер Таунсенд                  |
| Грег Вајз (1. и 2. сезона) Чарлс Денс (3. и 4. сезона)                                           | Луис, ерл Маунтбатен од Бурме           |
| Џаред Харис (1. и 2. сезона)                                                                     | Краљ Џорџ VI                            |
| Џон Литгоу (1, 2. и 3. сезона)                                                                   | Винстон Черчил                          |
| Алекс Џенингс (1. и 2. сезона) Дерек Џејкоби (3. сезона)                                         | Принц Едвард, војвода од Виндзора       |
| Лија Вилијамс (1. и 2. сезона) Џералдина Чаплин (3. сезона)                                      | Волис Симпсон, војвоткиња од Виндзора   |
| Антон Лесер (2. сезона)                                                                          | Харолд Макмилан                         |
| Метју Гуд (2. сезона) Бен Данијелс (3. сезона)                                                   | Ентони Армстронг Џоунс, ерл од Сноудона |
| Џејсон Воткинс (3. сезона)                                                                       | Харолд Вилсон                           |
| Ерин Доерти (3. и 4. сезона) Клаудија Харисон (5. и 6. сезона)                                   | Принцеза Ана                            |
| Џејн Лапотер (3. сезона)                                                                         | Принцеза Алиса од Батенберга            |
| Џош О’Конор (3. и 4. сезона) Доминик Вест (5. и 6. сезона)                                       | Чарлс, принц од Велса                   |
| Мајкл Малони (3. сезона)                                                                         | Едвард Хит                              |
| Емералд Фенел (3. и 4. сезона) Оливија Вилијамс (5. и 6. сезона)                                 | Камила Паркер Боулз                     |
| Ендру Бухан (3. и 4. сезона)                                                                     | Ендру Паркер Боулз                      |
| Џилијан Андерсон (4. сезона)                                                                     | Маргарет Тачер                          |
| Ема Корин (4. сезона) Елизабет Дебики (5. и 6. сезона)                                           | Дајана, принцеза од Велса               |
| Стивен Боксер (4. сезона)                                                                        | Денис Тачер                             |
| Џони Ли Милер (5. сезона)                                                                        | Џон Мејџор                              |
| Наташа Макелхон (5. сезона)                                                                      | Пени Нечбул, леди од Ромзија            |
| Салим Дау (5. и 6. сезона)                                                                       | Мухамед ел Фајед                        |
| Халид Абдала (5. и 6. сезона)                                                                    | Доди Фајед                              |
| Берти Карвел (6. сезона)                                                                         | Тони Блер                               |
| Ед Макви (6. сезона)                                                                             | Принц Вилијам                           |
| Лутер Форд (6. сезона)                                                                           | Принц Хари                              |
| Мег Белами (6. сезона)                                                                           | Кетрин Мидлтон                          |

## Епизоде
| Сезоне | Сезоне | Епизоде | Оригинално емитовање | Оригинално емитовање |
| Сезоне | Сезоне | Епизоде | Почетак емитовања    | Крај емитовања       |
| ------ | ------ | ------- | -------------------- | -------------------- |
|        | 1      | 10      | 4. новембар 2016.    | 4. новембар 2016.    |
|        | 2      | 10      | 8. децембар 2017.    | 8. децембар 2017.    |
|        | 3      | 10      | 17. новембар 2019.   | 17. новембар 2019.   |
|        | 4      | 10      | 15. новембар 2020.   | 15. новембар 2020.   |
|        | 5      | 10      | 9. новембар 2022.    | 9. новембар 2022.    |
|        | 6      | 10      | 16. новембар 2023.   | 14. децембар 2023.   |